# Cadena Melodía de Colombia
La Cadena Melodía de Colombia o simplemente como Cadena Melodía, es una conglomerado de radios colombiano, con sede en la ciudad de Bogotá. La cadena es propiedad del político, ex-inspector de policía y empresario Gerardo Páez Mejía, cuya administración está a cargo de sus hijos. 
El circuito está formado por una emisora propia y 14 emisoras afiliadas en todo el país, con presencia en las regiones central y sudoccidental del país, para una audiencia mayor de unos 20.000 oyentes.

## Historia
Los origines de la cadena surge con la fusión de las emisoras Radio Industrial (lanzada en 1947) y Melodía FM Estéreo (lanzada en 1967), con 20 años de diferencia, ambas fundadas por José Antonio Vanegas Rivera. Ambas emisoras se fusionaron para los formatos AM y FM, dando el nacimiento de la Cadena Melodía de Colombia, por iniciativa de importantes locutores como Gustavo Niño Mendoza y Tito Martínez. Pronto se expandió a nivel nacional desde inicios de los años 80, abriendo emisoras propias en Bucaramanga, Cúcuta, Cartagena de Indias, Barranquilla, Cali y Pasto. 
En 1990, la emisora pasó al control del político y exalcalde de la localidad de Chapinero, Gerardo Páez Mejía,la emisora fue la pionera en transmitir su señal en onda corta hasta el territorio venezolano a través de una frecuencia de unos 6140 kHz con una banda de 49 m, con la finalidad de retransmitir la edición de la Vuelta al Táchira, desde la frecuencia de la emisora Ecos del Torbes en San Cristóbal. 
En 1999, muda a sus nuevos estudios en la calle 45 con avenida Caracas en la localidad de Chapinero en el norte de Bogotá, ubicado cerca de la estación de TransMilenio Calle 45 - American School Way. 
En 2003, con la venta de la unidad radial de Caracol Radio al consorcio español Grupo Prisa, Caracol Televisión se quedaría sin su propia unidad radial, por lo que se inició una alianza estratégica con la Cadena Melodía  de Colombia para retransmitir algunos programas de Caracol Televisión como Sábados Felices y Noticias Caracol, a través de un contrato que duraría hasta el 31 de diciembre de 2012. 
Antes de que se terminara el contrato estratégico con Caracol Televisión, la Cadena Melodía anunció el arriendo de su dial de la 96.9 FM a Caracol Televisión luego de 45 años, cesando así sus emisiones de esta frecuencia el 5 de septiembre del 2012, en reemplazo por la nueva emisora llamado Blu Radio, frecuencia que utilizó hasta el 28 de octubre del 2016, cuando fue lanzado la emisora de corte popular llamada La Kalle, debido el fallo a favor de la demanda de Caracol Televisión contra Caracol Radio (su antigua unidad radial) por el control de la frecuencia de la HJCK, por lo que Blu Radio cambiaría de su dial. Entre tanto, la frecuencia original de la 730 AM sigue en el aire.
Ya en sus últimos años, la Cadena Melodía han relanzado su página web (ahora emitiendo diversos canales) a través del formato en Audio de alta definición

## Emisoras

### Emisoras actuales
La emisora que pertenecen a la Cadena Melodía de Colombia: Melodía Stereo.

### Emisoras desaparecidas
La estación que estuvo en la Cadena Melodía de Colombia fue: Radio Líder (1947-2012).

## Emisoras afiliadas
| Ciudad           | Emisora               | Dial     | Última Emisión |
| ---------------- | --------------------- | -------- | -------------- |
| Chocontá         | Amigos de Chocontá    | 101.3 FM |                |
| Pasto            | Radio Viva            | 1250 AM  |                |
| Pasto            | Canal del Color       | 89.1 FM  |                |
| Armenia          | La Voz de Armenia     | 1040 AM  |                |
| Cúcuta           | UFPS Radio            | 95.2 FM  |                |
| Ocaña            | La UFM Stereo         | 95.2 FM  |                |
| Tunja            | UPTC Radio            | 104.1 FM |                |
| Ipiales          | Cultural Bolívar      | 1220 AM  |                |
| Ipiales          | Ondas del Sur         | 89.1 FM  |                |
| Guachucal        | La Voz de la Victoria | 102.7 FM |                |
| Campo de la Cruz | Radio Viva            | 104.1 FM |                |
| Montería         | Radio Panzenu         | 1010 AM  |                |
| Santa Marta      | Ondas del Caribe      | 840 AM   |                |
| Barranquilla     | Radio Libertad        | 600 AM   |                |